# بلا بالاژ
بِلا بالاژ‏ (به مجاری: Balázs Béla) (زاده ۴ اوت ۱۸۸۴ با نام هربرت بلا باوئر، درگذشتهٔ ۱۷ مه ۱۹۴۹) نویسنده، شاعر، منتقد و کارگردان فیلم، نظریه‌پرداز سینما و کارشناس هنرهای زیبا اهل مجارستان بود. او برندهٔ جایزهٔ ملی کشوت در سال ۱۹۴۹ شد.

## کارنامه

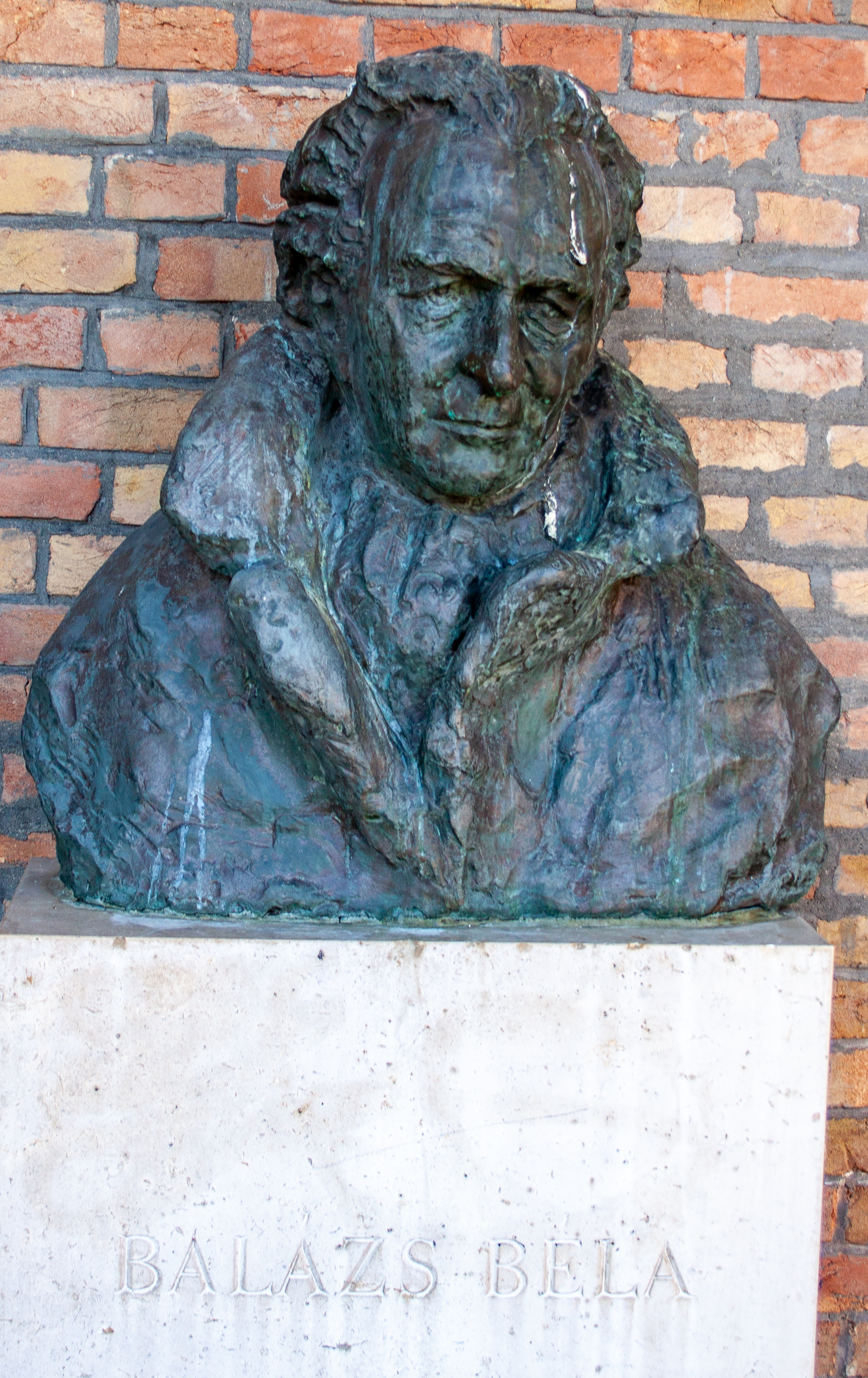
تندیس وی

### مجارستان
بلا بالاژ در یک خانوادهٔ یهودی به دنیا آمد. خانوادهٔ او در سال ۱۹۰۲ به بوداپست مهاجرت کردند و او تحصیلاتش را در رشتهٔ ادبیات مجاری و آلمانی در دانشگاه اوتووش لوراند در بوداپست به پایان رساند.
او در پاییز ۱۹۱۵ محفلی را با نام حلقه یکشنبه، به همراه لایوش فولِپ، آرنولد هاوزِ، گئورگ لوکاچ، و کارل مانهایم برای بحث‌های روشن‌فکری بنیان نهاد و این جلسات بعد از ظهر یکشنبه‌ها در آپارتمان او برگزار می‌شدند؛ در زمستان آن سال در خاطرات خود به موفقیت این گروه اشاره کرد.
یکی از شناخته‌شده‌ترین آثار او لیبرتوی اپرای قصر ریش آبی است. بالاژ آن را در ابتدا برای هم اتاقی‌اش زلتان کدای نوشته‌بود ولی باب آشنایی را با بلا بارتوک برای او باز کرد که آهنگساز نهایی اثر شد. این همکاری همچنین با سناریویی برای باله شاهزاده چوبی ادامه یافت.
با فروپاشی جمهوری کوتاه‌مدت مجارستان تحت رهبری بلا کون در ۱۹۱۹ او از مجارستان خارج شد و مدتی طولانی را در وین، آلمان و از ‎۱۹۳۳–۱۹۴۵ در اتحاد جماهیر شوروی گذراند.

### اتریش و آلمان
بالاژ در وین تبدیل به نویسندهٔ پرکار نقد فیلم شد و اولین کتابش را با عنوان انسان مرئی در ۱۹۲۴ نگاشت. این اثر پایه و اساس تئوری فیلم به عنوان یک زبان به حساب می‌آید که تأثیر عمیقی بر ایده‌ها و نظریه‌های سرگئی آیزنشتاین و وسیوالاد پودوفکین گذاشته‌است.
در ۱۹۳۱، او فیلمنامهٔ اپرای سه‌پولی را بر اساس نمایشنامه‌ای از برتولت برشت برای گئورگ ویلهلم پابست نگاشت. بالاژ همچنین در ۱۹۳۲ فیلمنامهٔ نور آبی را با همکاری کارل مایر، فیلمنامه‌نویس اتریشی نوشت و در کارگردانی آن نیز با لنی ریفنشتال همکاری کرد. بعداً ریفنشتال نام هر دو را از عوامل فیلم به علت یهودی بودن حذف کرد.

### شوروی
او که در ۱۹۳۱ پیش‌تر به حزب کمونیست آلمان پیوسته بود، در پاییز آن سال به دعوت فیلمسازان اتحاد جماهیر شوروی، به مسکو سفر کرد تا در کالج فیلم سخنرانی کند و فیلمی نیز دربارهٔ جمهوری شورایی مجارستان به سفارش بلا کون بسازد که او از این کار طفره رفت. سال بعد او و همسرش در مسکو مستقر شدند. فیلم او با عنوان تیسا می‌سوزد در دهه ۳۰ بدون اکران ساخته‌شد. او از سال ۱۹۳۸ به عضویت مجله مجاری-زبان صدای نو در مسکو درآمد و در ستون دائمی نامه‌هایی از راه دور قلم زد.
در پایان ۱۹۴۱ او و همسرش به علت پیشروی جبهه به آلماتی منتقل شدند.

### بازگشت به خانه
در ۱۹۴۵ به خانه بازگشت و به کار فیلم، آموزش و سردبیری مشغول شد. یکی از بهترین فیلم‌های بالاژ، جایی در اروپا به کارگردانی گِزا رادوانْیی در ۱۹۴۷ است.

## گزیده فیلم
- ازدواجهای مدرن (۱۹۲۴)
- خانم فرزند نمی‌خواهد (۱۹۲۶)
- یک به علاوه یک برابر با سه (۱۹۲۷)
- دختری با پنج صفر (۱۹۲۷)
- گراند هتل (۱۹۲۷)
- دونیا خوآنا (۱۹۲۷)
- یکشنبه زندگی (۱۹۳۱)
- مستندی با عنوان ماجرای یک اسکناس ده مارکی

## یادداشت
1. ↑  Sonntagskreis
2. ↑  Der Sichtbare Mensch
3. ↑  Das blaue Licht
4. ↑  Új Hang